# Myloplus rubripinnis
Espèce
Characidés rubripinnis est une espèce de poissons d'eau douce appartenant à la famille des Serrasalmidae et à l'ordre des Characiformes. Poisson omnivore du bassin amazonien pouvant atteindre 20cm.

## Galerie

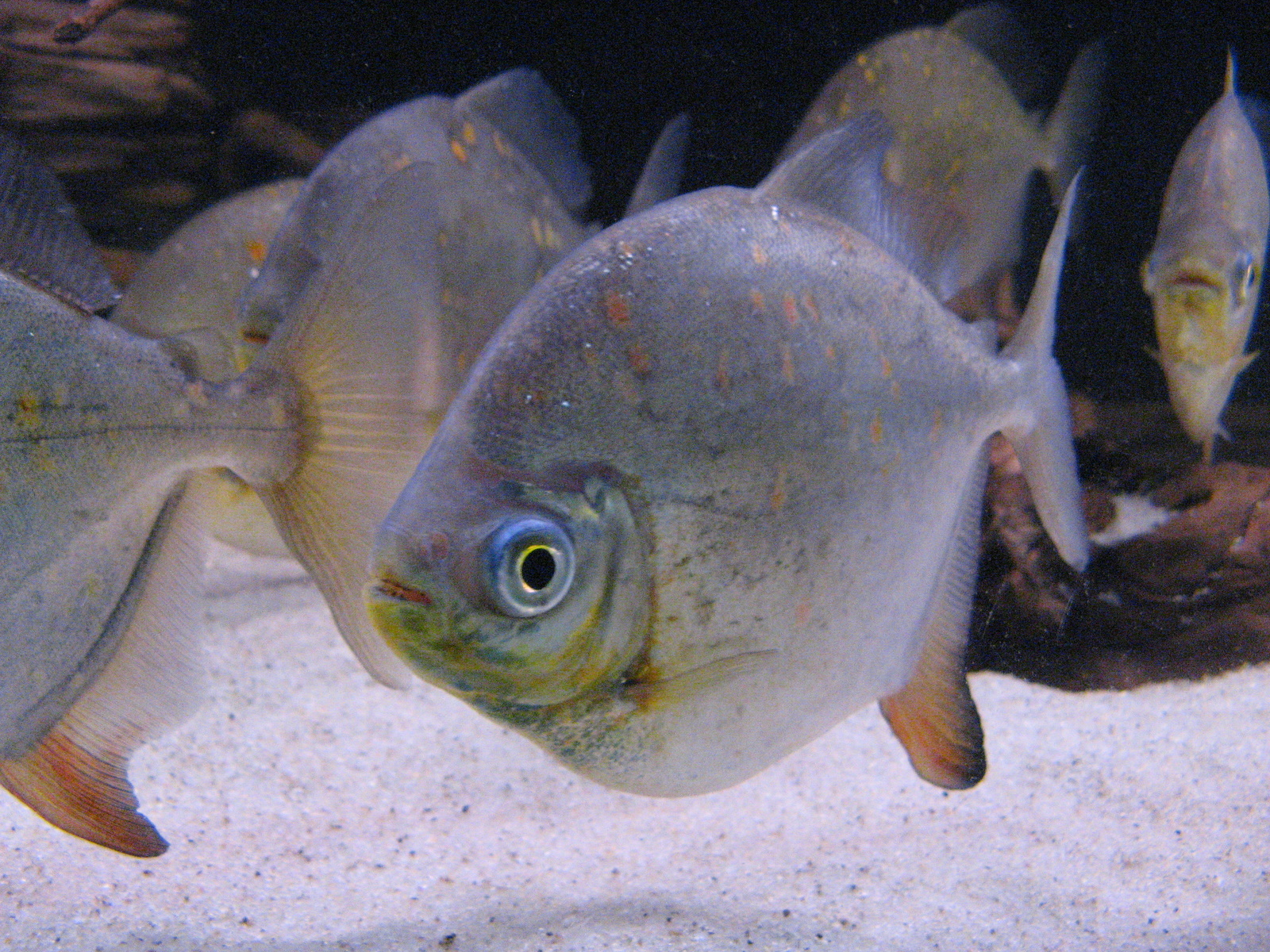
Banc en captivité
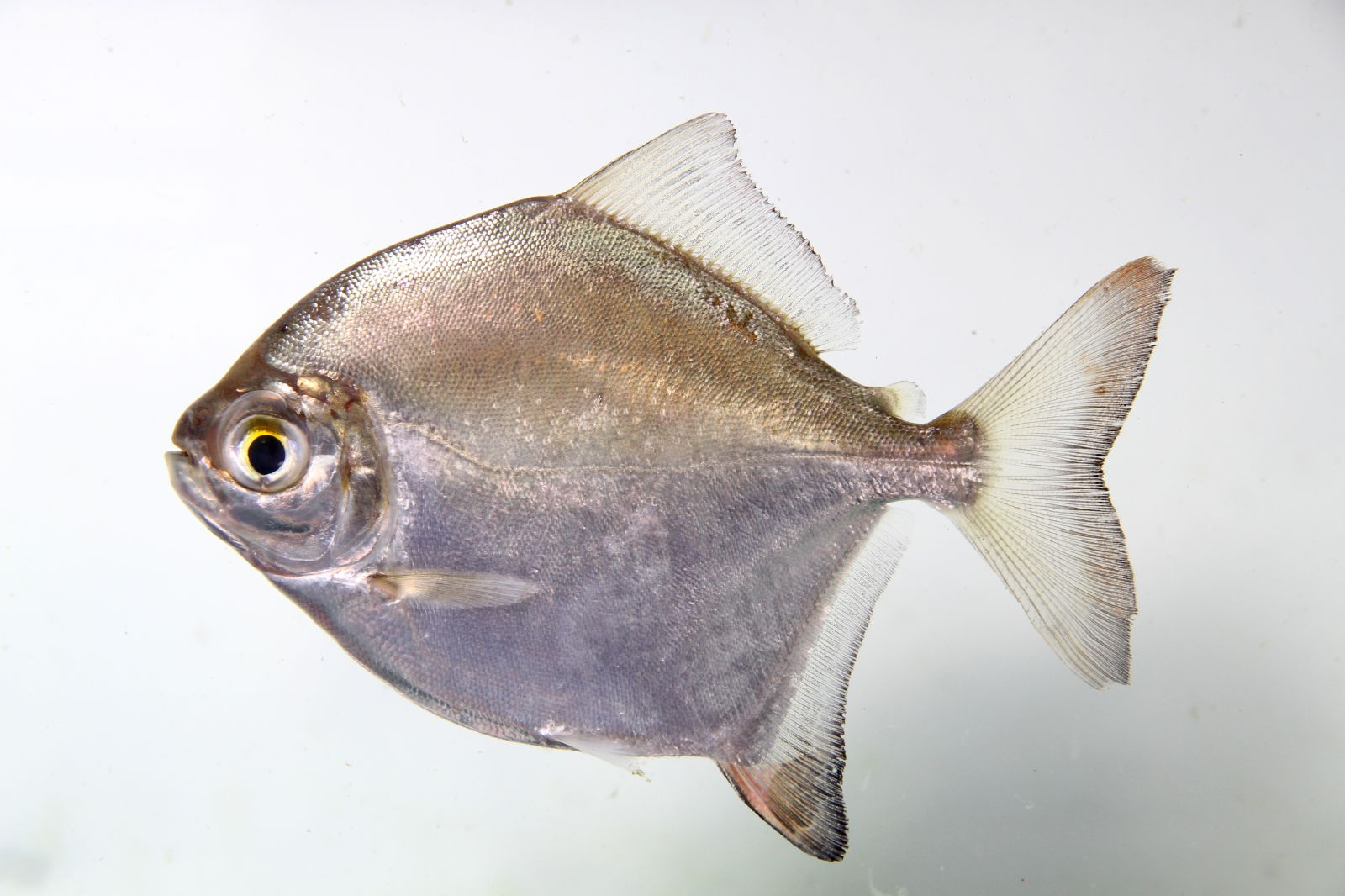
Myloplus rubripinnis
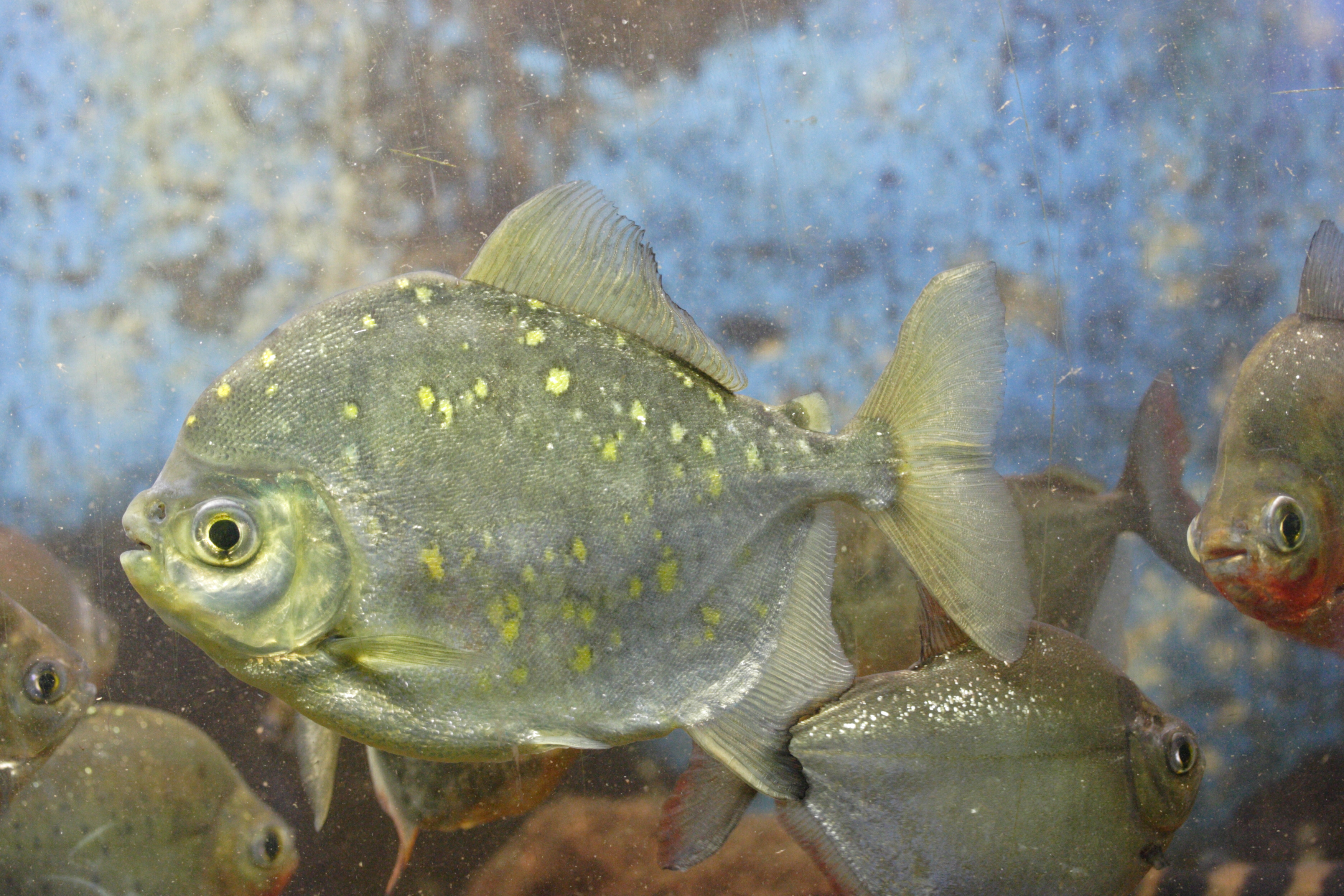
Spécimen dans un muséum en Allemagne